# Puchar Świata w Biathlonie 2007/2008 – Kontiolahti 2007
Puchar Świata w Biathlonie w fińskim Kontiolahti – zawody odbyły się w dniach 29 listopada – 2 grudnia 2007 roku. Była to pierwsza seria zawodów w sezonie 2007/2008. Była to też jedyna seria w tym państwie w tym sezonie.

## Biathloniści liderzy
Ponieważ była to pierwsza seria zawodów biathlonowych w sezonie to koszulki lidera wszystkich klasyfikacji nosił zawodnik, który wygrał poprzednią edycję Pucharu Świata w danej klasyfikacji
- Puchar Świata:  Michael Greis,  Andrea Henkel
- Bieg indywidualny:  Michael Greis,  Andrea Henkel
- Sprint:  Michael Greis,  Anna Carin Zidek
- Bieg pościgowy:  Dmitrij Jaroszenko,  Kati Wilhelm

## Arena zmagań
Trasa w odległym od Helsinek o 438 kilometrów Kontiolahti znajduje się na nizinnym terenie. Najwyższy punkt ma 129 m n.p.m., a najniższy 89 m n.p.m. czyni to najniższą trasą w sezonie biathlonowym. Trybuny przy strzelnicy mogą pomieścić około 10 000 osób. W okolicy znajduje się 20 kilometrów trasy treningowych o łatwym poziomie trudności. Do kompleksu oprócz stadionu biathlonowego zaliczają się: restauracja, sklepy z pamiątkami oraz centrum telewizyjne, z którego transmitują zagraniczne stacje telewizyjne.

## Relacje z konkursów

### Kobiety

#### Bieg indywidualny
Relacja
Pierwszy start zawodniczek w Pucharze Świata rozpoczął się o godzinie 11:30 czasu fińskiego (10:30 czasu polskiego) podczas opadów śniegu, które zanikły podczas konkursu. Na starcie stanęło 105 zawodniczki, które walczyły o prawo startów w kolejnej serii, która odbędzie się w Hochfilzen Jako pierwsza na trasę ruszyła Agnieszka Grzybek, która do połowy dystansu strzelała bezbłędnie, ale ostatnie dwa podejścia dodały Polce trzy minuty karne, co dało dopiero 62. pozycję, choć z porównaniu do swoich koleżanek z drużyny wypadłą przyzwoicie (Paulina Bobak była 74., a Magdalena Nykiel 80.), a sama Grzybek jest młoda i mało doświadczoną zawodniczką, więc można jej usprawiedliwić jest występ.
Przez długi czas na czele zawodów prowadziła Mołdawianka Natalia Lewczenkowa, która zajmowała czołową pozycję, aż do startu najlepszych zawodniczek. Jako pierwsza zrobiła to Zdeňka Vejnarová, a zaraz po niej Krystyna Pałka, która do trzeciego strzelania była w ścisłej czołówce zawodów. Jednak ostatnie strzelanie pozbawiło Polkę nawet na miejsce w czołowej dziesiątce. Również Magdalena Gwizdoń znalazła się tuż za pierwszą dziesiątką, choć do Pałki straciła ponad dwadzieścia sekund.
Polki długo były w czołówce, ale to nie one walczyły o zwycięstwo. Właśnie o nie rywalizowały Rosjanki, Szwedki i Niemki. Najgorsze z nich były Skandynawki, które zajęły miejsca tuż za podium. trzecia była Niemka Simone Denkinger. O najwyższą pozycję walczyły ramię w ramię Tatjana Moisiejewa i Martina Glagow. Ostatecznie lepsza Niemka, która wygrała o jedynie 6,7 sekundy.
Glagow została pierwszą liderką Pucharu Świata w sezonie 2007/2008. Pozostałe zawodniczki są na tych samych miejscach co podczas konkursu, ponieważ były to inauguracyjne zawody.
Wyniki
| Lp. | Zawodniczka          | Strzelanie | Czas    | Strata  |
| --- | -------------------- | ---------- | ------- | ------- |
| 1.  | Martina Glagow       | 0+0+0+0    | 46:28,8 |         |
| 2.  | Tatjana Moisiejewa   | 0+0+0+0    | 46:35,5 | +6,7    |
| 3.  | Simone Denkinger     | 0+1+0+1    | 47:31,5 | +1:02,7 |
| 4.  | Anna Carin Zidek     | 1+1+0+0    | 47:32,6 | +1:03,8 |
| 5.  | Helena Jonsson       | 0+0+1+0    | 48:03,9 | +1:35,1 |
| 6.  | Teja Gregorin        | 0+2+0+0    | 48:08,5 | +1:39,7 |
| 7.  | Sandrine Bailly      | 0+1+1+0    | 48:10,9 | +1:42,1 |
| 8.  | Ann Kristin Flatland | 0+0+0+0    | 48:16,1 | +1:47,3 |
| 9.  | Swietłana Slepcowa   | 0+0+2+0    | 48:30,6 | +2:01,8 |
| 10. | Zdeňka Vejnarová     | 0+0+1+0    | 48:32,8 | +2:03,9 |
| 11. | Krystyna Pałka       | 0+0+0+1    | 48:36,5 | +2:07,7 |
| 12. | Magda Rezlerová      | 0+0+0+2    | 48:36,9 | +2:08,1 |
| 13. | Magdalena Gwizdoń    | 0+0+1+1    | 48:58,0 | +2:29,2 |
| 14. | Dong Xue             | 0+0+0+2    | 48:58,2 | +2:29,4 |
| 15. | Natalia Lewczenkowa  | 0+0+0+0    | 48:59,7 | +2:30,9 |

#### Sprint
Relacja
Sprint w Kontiolahti rozpoczął się podczas śnieżnego piątkowego popołudnia. Do startu przystąpiło 106 zawodniczek. Z najlepszych utworzono listę startową na niedzielny bieg pościgowy. Jako pierwsza z Polek ruszyła Agnieszka Grzybek, która ostatecznie zajęła 52. miejsce tracą do zwyciężczyni minutę i czterdzieści siedem sekund. Będąc ponownie trzecią w zespole. Wyprzedziła Magdalenę Nykiel (73. lokata) i Paulinę Bobak (66. pozycja) i m.in. Magdę Rezlerovą, która dzień wcześniej podczas bieg indywidualnego była na 14. miejscu.
Największą niespodzianką konkursu była Finka Kaisa Varis (startowała z numerem 18), którą wyprzedziły dopiero liderka Pucharu Świata Martina Glagow. Jednak ostatecznie Varis nie stanęła na podium. Do tryumfatorki straciła ponad 16 sekund.
Na dobre rozpoczęły walkę Niemki, które po słabym występie w biegu indywidualnym praktycznie między sobą ustalały, która wygra zawody. Ostatecznie zrobiła to Martina Glagow wyprzedzając o zaledwie trzy dziesiąte sekundy Kati Wilhelm. Na najniższym stopniu podium stanęła Norweżka Tora Berger. tuż za podium była następna Niemka Andrea Henkel. Dzięki małym różnicom w czołówce (Henkel straciła 6 sekund do Glagow) bieg pościgowy powinien być bardzo interesujący.
Po raz drugi w tym sezonie punktowała Magdalena Gwizdoń, która na mecie zanotowała 16 wynik. Krystyna Pałka ukończyła bieg na 42. pozycji, choć gdyby strzelała bezbłędnie to mogła być na podobnym miejscu co Gwizdoń.
Martina Glagow umocniła się na pozycji lidera Pucharu Świata w sezonie 2007/2008. Druga jest również Niemka Simone Denkinger, która traci już 29 punktów. Trzecia jest Szwedka Anna Carin Zidek z dorobkiem 60 oczek. Najlepsza z Polek Magdalena Gwizdoń jest na 15 pozycji z 35 punktami.
Wyniki
| Lp. | Zawodniczka        | Strzelanie | Czas    | Strata |
| --- | ------------------ | ---------- | ------- | ------ |
| 1.  | Martina Glagow     | 0+0        | 21:24,1 |        |
| 2.  | Kati Wilhelm       | 1+0        | 21:24,4 | +0,3   |
| 3.  | Tora Berger        | 0+0        | 21:24,7 | +0,6   |
| 4.  | Andrea Henkel      | 0+0        | 21:27,1 | +3,0   |
| 5.  | Kaisa Varis        | 0+1        | 21:41,0 | +16,9  |
| 6.  | Kaisa Mäkäräinen   | 0+1        | 21:42,4 | +18,3  |
| 7.  | Magdalena Neuner   | 1+1        | 21:43,1 | +19,0  |
| 8.  | Oksana Chwostenko  | 0+0        | 21:43,6 | +19,5  |
| 9.  | Simone Denkinger   | 1+0        | 21:43,7 | +19,6  |
| 10. | Sandrine Bailly    | 1+0        | 21:48,2 | +24,1  |
| 11. | Natalja Gusiewa    | 1+0        | 21:49,8 | +25,7  |
| 12. | Helena Jonsson     | 0+0        | 21:51,0 | +26,9  |
| 13. | Anna Carin Zidek   | 1+0        | 21:52,2 | +28,1  |
| 14. | Teja Gregorin      | 0+1        | 21:52,6 | +28,5  |
| 15. | Swietłana Slepcowa | 0+1        | 21:55,0 | +30,9  |

#### Bieg pościgowy
Relacja
Bieg pościgowy kobiet rozpoczął się przy dobrej pogodzie i słabym wietrze, jednak nie pomogło to w strzelaniu biathlonistkom. Wręcz przeciwnie. Żadna nie strzelała bezbłędnie, a zaledwie cztery jeden raz spudłowały.
Pierwsza wystartowała zwyciężczyni sprintu i liderka Pucharu Świata Martina Glagow, lecz małe różnice ze sprintu spowodowały, iż tuż za nią wystartowały jeszcze trzy zawodniczki, które długo między sobą walczyły o przodownictwo w konkursie. Szesnasta wystartowała Magdalena Gwizdoń, czterdziesta druga Krystyna Pałka, a jako pięćdziesiąta druga debiutantka w tej konkurencji podczas zawodów tej rangi Agnieszka Grzybek.
Jak wyżej napisano przez długi czas cztery zawodniczki prowadziły tempo w zawodach. Podczas drugiego strzelania wypadłą z rywalizacji Kati Wilhelm, która nie trafiła w czarną tarczę. Swój wynik jeszcze pogorszyła jeszcze po ostatnim pobycie na strzelnicy pudłując dwa razy. Następna eliminacja powstałą w trzecim strzelaniu. Jedyną bezbłędną została Norweżka Tora Berger i to ona objęła prowadzenie. Niecelny strzał w ostatnim podchodzeniu do strzelania nie przeszkodził w odniesionym zwycięstwie, które było pierwszym w historii tej zawodniczki. Polki słabo strzelały. Gwizdoń, aż siedem razy nie trafiała w tarczę. Ostatecznie jednak zdobyła punkty będąc 27 zawodniczką na mecie. Po trzech sekundach przybiegła następna polska reprezentantka. Krystyna Pałka uzyskała 29 czas. Agnieszka Grzybek uzyskała minimalny awans z 52. na 50. miejsce.
Liderką pozostała Martina Glagow. Pozostałe miejsca na podium zajmują również Niemki: Simone Denkinger, która traci już 42 punktów i Andrea Henkel 45 oczek. Magdalena Gwizdoń jest na 18. miejscu z 39 punktami, a Krystyna Pałka 25. z 26 oczkami.
Wyniki
| Lp. | Zawodniczka         | Strzelanie | Czas    | Strata  |
| --- | ------------------- | ---------- | ------- | ------- |
| 1.  | Tora Berger         | 0+0+0+1    | 31:59,7 |         |
| 2.  | Andrea Henkel       | 0+0+2+0    | 32:18,5 | +18,8   |
| 3.  | Martina Glagow      | 0+0+1+0    | 32:42,2 | +42,5   |
| 4.  | Sandrine Bailly     | 0+0+1+1    | 32:49,5 | +49,8   |
| 5.  | Jekatierina Jurjewa | 1+1+0+0    | 32:56,3 | +56,6   |
| 6.  | Kati Wilhelm        | 0+1+0+2    | 33:28,8 | +1:29,1 |
| 7.  | Solveig Rogstad     | 1+0+0+1    | 33:30,9 | +1:31,2 |
| 8.  | Simone Denkinger    | 1+0+1+2    | 33:43,3 | +1:43,6 |
| 9.  | Swietłana Slepcowa  | 2+0+1+1    | 33:47,4 | +1:47,7 |
| 10. | Teja Gregorin       | 1+0+2+1    | 33:54,3 | +1:54,6 |
| 11. | Anna Carin Zidek    | 0+3+1+1    | 33:54,5 | +1:54,8 |
| 12. | Sabrina Buchholz    | 0+0+0+2    | 33:58,5 | +1:58,8 |
| 13. | Olga Anisimowa      | 0+0+1+0    | 34:01,4 | +2:01,7 |
| 14. | Oksana Chwostenko   | 0+1+0+2    | 34:05,8 | +2:06,1 |
| 15. | Delphyne Peretto    | 0+1+0+2    | 34:14,4 | +2:14,7 |

### Mężczyźni

#### Bieg indywidualny
Relacja
Pierwszym startem wśród panów w nowym sezonie biathlonowym był bieg indywidualny, który zaczął się o godzinie 15:30 czasu fińskiego (14:30 czasu polskiego), czyli już w czasie zmierzchu słońca. Na starcie stanęło 120 zawodników. Nawet z tak państw jak Australia (Mark Daymond), czy Holandia (Herbert Cool) w których zimy nie są aż tak śnieżne i zimne, alby można było uprawiać sporty zimowe. Jako pierwszy z polskich zawodników wystartował Adam Kwak, który jednak nie zaliczył choćby dobrego startu pudłując cztery razy, będąc na 94. miejscu. Drugi, również mało doświadczony Polski reprezentant, słabo rozpoczął sezon będąc na 89. lokacie. Za to, aż dwóch Polaków zdobyło punkty. Szesnasty wynik uzyskał Krzysztof Pływaczyk dwa razy pudłując. Tomasz Sikora zajął miejsce na ostatnim miejscu czołowej dziesiątki również pudłując dwa razy.
Do czołowej trzydziestki oprócz Pływaczyka z niższych numerów awansował też Włoch Christian Martinelli, dla którego był to najlepszy występ w karierze. Zaskakujący jest start Amerykanina Jay Hakkinen, który zaliczył minimalnie lepszy start od naszego srebrnego medalisty igrzysk olimpijskich.
Najważniejsze role w konkursie grali zawodnicy z najlepszych nacji biathlonowych tj. Rosji, Norwegii, Niemiec i Francji. Wygrał zawodnik znad kraju Sekwany – Vincent Defrasne, który wyprzedził Skandynawa Hanevolda o 23,6 sekundy i Rosjanina Maksima Czudowa.
Defrasne został pierwszy liderem Pucharu Świata w sezonie 2007/2008. Pozostali zawodnicy są na tych samych miejscach co podczas konkursu, ponieważ były to inauguracyjne zawody.
Wyniki
| Lp. | Zawodniczka      | Strzelanie | Czas    | Strata  |
| --- | ---------------- | ---------- | ------- | ------- |
| 1.  | Vincent Defrasne | 0+0+0+0    | 51:25,2 |         |
| 2.  | Halvard Hanevold | 0+1+0+0    | 51:48,8 | +23,6   |
| 3.  | Maksim Czudow    | 0+0+1+0    | 51:55,4 | +30,2   |
| 4.  | Siergiej Rożkow  | 0+0+1+0    | 52:16,3 | +51,1   |
| 5.  | Daniel Graf      | 0+0+0+1    | 52:42,6 | +1:17,4 |
| 6.  | Aleksiej Czurin  | 0+0+0+0    | 52:44,8 | +1:19,6 |
| 7.  | Friedrich Pinter | 1+0+0+0    | 52:50,1 | +1:24,9 |
| 8.  | Nikołaj Krugłow  | 0+0+0+1    | 53:29,7 | +2:04,5 |
| 9.  | Jay Hakkinen     | 1+0+0+1    | 53:32,1 | +2:06,9 |
| 10. | Tomasz Sikora    | 0+1+0+1    | 53:33,1 | +2:07,9 |
| 11. | Simon Eder       | 0+1+0+0    | 53:43,6 | +2:18,4 |
| 12. | Mattias Nilsson  | 1+2+0+0    | 53:51,6 | +2:26,4 |
| 13. | Zhang Chengye    | 0+1+0+1    | 53:52,2 | +2:27,0 |
| 14. | Simon Fourcade   | 1+0+0+1    | 53:56,1 | +2:30,9 |
| 14. | Iwan Czeriezow   | 0+2+1+0    | 53:56,1 | +2:30,9 |

#### Sprint
Relacja
Sprint w Kontiolahti rozpoczął się przy lekkich opadach śniegu, lecz to nie przeszkodziło zawodnikom w oddawaniu celnych strzałów. Na starcie zjawiło się 120 zawodników. Jako jeden z pierwszych ruszył Adam Kwak, który dzielnie trzymał się do połowy dystansu. Ostatecznie zajął 80. miejsce, dwa razy pudłując (obywa w drugi strzelaniu). Drugi z młodych Polaków Sebastian Witek zajął dopiero 106. miejsce nie trafiając w tarczę 4 razy. Za to do biegu pościgowego awansował Krzysztof Pływaczyk, który dojechał do mety na 51. miejscu. Najlepiej z reprezentantów Polski wystartował Tomasz Sikora, który ponownie ukończył wyścig na 10. pozycji.
Najdłużej prowadzącym zawodnikiem zawodów został tym razem Włoch Markus Windisch, który ostatecznie zajął 17 lokatę. Lider Pucharu Świata Vincent Defrasne wystartował jako jeden z pierwszych w najmocniejszej trzeciej grupie przez co nie wiedział jaki czas musi uzyskać, aby minimum stanąć na podium. Późniejszy start wykorzystali Rosjanin Dmitrij Jaroszenko i Norweg Ole Einar Bjørndalen, którzy między sobą walczyli o zwycięstwo. Ostatecznie wygrał Skandynaw, który wyprzedził zawodnika z reprezentacji Sbornej o 12,7 sekundy. Trzeci nieoczekiwanie był młody Niemiec Carsten Pump.
Wyniki biegu sprinterskiego przetasowali tabelę klasyfikacji generalnej, choć Defrasne pozostał liderem to za jego plecami znalazły się takie sławy jak Ole Einar Bjørndalen, czy Iwan Czeriezow. Tomasz Sikora awansował na piątą pozycję, którą okupuje razem z Chińczykiem Zhang Chengye.
Wyniki
| Lp. | Zawodniczka          | Strzelanie | Czas    | Strata |
| --- | -------------------- | ---------- | ------- | ------ |
| 1.  | Ole Einar Bjørndalen | 0+0        | 23:13,4 |        |
| 2.  | Dmitrij Jaroszenko   | 1+0        | 23:26,1 | +12,7  |
| 3.  | Carsten Pump         | 0+0        | 23:36,7 | +23,3  |
| 4.  | Alexander Os         | 0+1        | 23:38,1 | +24,7  |
| 5.  | Björn Ferry          | 0+0        | 23:40,3 | +26,9  |
| 6.  | Iwan Czeriezow       | 0+0        | 23:41,1 | +27,7  |
| 7.  | Friedrich Pinter     | 1+0        | 23:50,0 | +36,6  |
| 8.  | Zhang Chengye        | 0+0        | 23:52,5 | +39,1  |
| 9.  | Rune Bratsveen       | 0+0        | 23:54,5 | +41,1  |
| 10. | Daniel Mesotitsch    | 0+0        | 23:56,0 | +43,6  |
| 11. | Tomasz Sikora        | 0+0        | 24:04,5 | +51,1  |
| 12. | Tim Burke            | 0+1        | 24:07,8 | +54,4  |
| 13. | Vincent Defrasne     | 0+0        | 24:08,6 | +55,2  |
| 14. | Mattias Nilsson      | 0+2        | 24:12,1 | +58,7  |
| 15. | Andriej Makowejew    | 2+0        | 24:13,1 | +59,7  |

#### Bieg pościgowy
Relacja
Bieg pościgowy mężczyzn rozpoczął się wieczorem. Biathlonistom to chyba przeszkadzało ponieważ dużo było niecelnych strzałów. Jeden z Rosjan spudłował połowę strzałów (10 z 20).
Pierwszy wystartował zwycięzca sprintu Ole Einar Bjørndalen, a następnie Rosjanin Dmitrij Jaroszenko, a potem następni zawodnicy w kolejności wywalczonej w sprincie. Jako jedenasty zaczął bieg Tomasz Sikora, a pięćdziesiąty piąty Krzysztof Pływaczyk.
Do pierwszego podejścia na strzelnicy Norweg przyjechał na pierwszym miejscu z wyraźną przewagą nad Jaroszenko. Jednak po pudle miał już minimalna przewagę, którą stracił po drugim podejściu, ponownie raz pudłując. Na przód wyszło dwóch Rosjan. Do Jaroszenki dołączył Czeriezow. Taka kolejność utrzymywała się do ostatniego strzelania. Wtedy to stojący przez szansa pierwszej wygranej w Pucharze Świata Dmitrij, aż trzy razy nie trafił do tarczy i musiał biec trzy karne rundy co spowodowało spadek na trzecie miejsce. Bjørndalen, który tracił przed ostatnim przymierzaniem do tarczy tracił ponad dziesięć sekund, więc miał szansę ponownie wyjść na prowadzenie. Nie udało mu się to. Dwa niecelne strzały spowodowały, iż Iwan Czeriezow na linii mety mógł się cieszyć ze zwycięstwa. Tomasz Sikora z trzeba nietrafnymi strzałami zajął jedenastą lokatę. Pływaczyk stracił 51 pozycję na starcie i spadł na 55. miejsce.
Vincent Defrasne znowu nie wszedł do czołowej dziesiątki stracił koszulkę lidera na miano zwycięzcy konkursu. Rosjanin ma 102 punkty. Tuż za nim jest Ole Einar Bjørndalen, który ma tylko 4 mniej punktów. Trzeci jest Austriak Friedrich Pinter. Najlepszy z Polaków - Tomasz Sikora zajmuje dziesiątą lokatę z 74 oczkami. Krzysztof Pływaczyk spadł na 32. miejsce.
Wyniki
| Lp. | Zawodniczka          | Strzelanie | Czas    | Strata  |
| --- | -------------------- | ---------- | ------- | ------- |
| 1.  | Iwan Czeriezow       | 0+0+0+0    | 32:51,9 |         |
| 2.  | Ole Einar Bjørndalen | 1+1+0+2    | 33:19,6 | +27,7   |
| 3.  | Dmitrij Jaroszenko   | 0+0+0+3    | 33:52,4 | +1:00,5 |
| 4.  | Björn Ferry          | 0+0+2+0    | 34:13,2 | +1:21,3 |
| 5.  | Rune Bratsveen       | 0+0+1+2    | 34:15,2 | +1:23,3 |
| 6.  | Maksim Czudow        | 1+0+0+0    | 34:16,1 | +1:24,2 |
| 7.  | Aleksiej Czurin      | 1+0+0+1    | 34:19,2 | +1:27,3 |
| 8.  | Zhang Chengye        | 0+0+3+1    | 34:26,0 | +1:34,1 |
| 9.  | Nikołaj Krugłow      | 0+0+1+0    | 34:28,2 | +1:36,3 |
| 10. | Friedrich Pinter     | 0+2+2+0    | 34:28,8 | +1:36,9 |
| 11. | Tomasz Sikora        | 1+0+2+0    | 34:28,9 | +1:37,0 |
| 12. | Simon Eder           | 0+0+0+2    | 34:39,0 | +1:47,1 |
| 13. | Michal Šlesingr      | 1+0+1+1    | 34:55,1 | +2:03,2 |
| 14. | Alexander Os         | 0+1+0+2    | 35:01,8 | +2:09,9 |
| 15. | Siergiej Rożkow      | 0+0+1+1    | 35:03,4 | +2:11,5 |

## Gwiazda serii

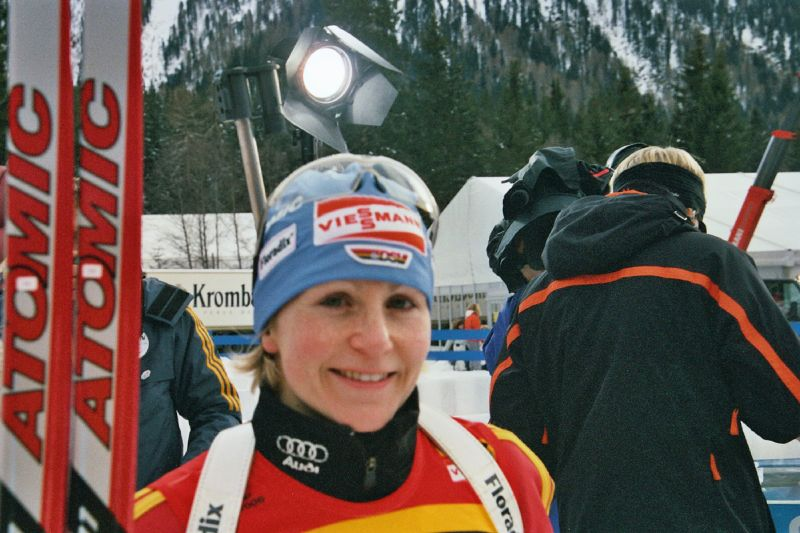
Martina Glagow

Najbardziej widoczną zawodniczką serii była Martina Glagow. Niemka zwyciężyła 2 razy, a ponadto raz była trzecia. Zawodniczka popisała się bardzo dużą skutecznością strzelania. Na 50 wystrzelonych pocisków tylko jeden nie trafił w czarną tarczę (skuteczność 98%). Właśnie dzięki celnemu oku „biegaczka w niebieskiej czapeczce” objęła przodownictwo w Pucharze Świata i już po trzech konkursach ma 42 punkty przewagi nad drugą zawodniczką. Również pod względem biegu Niemka nie odstawała. Na trasie wszystkich startów była 100 minut i 35,1 sekundy (1 godzina 40 minut 35,1 sekundy).
więcej o Martinie Glagow

## Ostatnia seria w ...

Herb Kontiolahti

Ostatni raz w Kontiolahti zawodnicy startowali w sezonie olimpijskim 2005/2006. Była to przedostatnia seria w sezonie. Odbyła się w dniach 16 – 19 marca 2006 roku. Były to bardzo dobre zawody dla Szwedów, którzy wygrali trzy z sześciu zaplanowanych konkursów. Carl Johan Bergman wygrał bieg sprinterski, a Anna Carin Zidek wygrała sprint i bieg pościgowy. My zapamiętamy tę serię ze świetnych startów Polaków, a przede wszystkim Tomasza Sikory, który dwa razy stanął na podium wygrywając nawet bieg masowy. Inni Polacy startowali przeciętnie i tylko Magdalena Gwizdoń zdobyła punkty.